# Peter Loudon
Peter Loudon (Perth, 17 de noviembre de 1966) es un deportista británico que compitió por Escocia en curling.
Ganó cinco medallas en el Campeonato Mundial de Curling entre los años 1995 y 2008, y tres medallas en el Campeonato Europeo de Curling entre los años 1996 y 2007.
Participó en los Juegos Olímpicos de Salt Lake City 2002, ocupando el séptimo lugar en la prueba masculina.

## Palmarés internacional
| Representando a Escocia |                              |                   |        |
| 1995                    | Brandon (Canadá)             | Medalla de plata  | Equipo |
| 1997                    | Berna (Suiza)                | Medalla de bronce | Equipo |
| 1999                    | Saint John (Canadá)          | Medalla de oro    | Equipo |
| 2002                    | Bismarck (Estados Unidos)    | Medalla de bronce | Equipo |
| 2008                    | Grand Forks (Estados Unidos) | Medalla de plata  | Equipo |
| Campeonato Europeo      |                              |                   |        |
| Año                     | Lugar                        | Medalla           | Prueba |
| 1996                    | Copenhague (Dinamarca)       | Medalla de oro    | Equipo |
| 1999                    | Chamonix (Francia)           | Medalla de oro    | Equipo |
| 2007                    | Füssen (Alemania)            | Medalla de oro    | Equipo |